# Unidad periférica de Magnesia
Magnesia (en griego Περιφερειακή ενότητα Μαγνησίας) es una unidad periférica de Grecia. Forma parte de la periferia de Tesalia. Su capital es Volos. 

## División
La unidad periférica de Magnesia se creó en 2011 como división de la antigua prefectura de Magnesia, como parte de las reformas del plan Calícrates. Se subdivide en 5 municipios (en paréntesis el número de referencia del mapa):
- Almyrós (2)
- Rigas Feraíos (6)
- Nótio Pílio (5)
- Volos (1)
- Zagorá-Mouresi (4)